# Піла (Єнджейовський повіт)
Піла (пол. Piła) — село в Польщі, у гміні Сендзішув Єнджейовського повіту Свентокшиського воєводства.
Населення — 143 особи (2011).
У 1975-1998 роках село належало до Келецького воєводства.

## Демографія
Демографічна структура на день 31 березня 2011 року:
|          | Загалом | Допрацездатний вік | Працездатний вік | Постпрацездатний вік |
| -------- | ------- | ------------------ | ---------------- | -------------------- |
| Чоловіки | 68      | 12                 | 45               | 11                   |
| Жінки    | 75      | 14                 | 39               | 22                   |
| Разом    | 143     | 26                 | 84               | 33                   |